# 여성주의구상 (스웨덴)
여성주의구상(영어: Feminist Initiative, 스웨덴어: Feministiskt initiativ, FI)는 스웨덴의 진보 정당으로, 2005년 설립되었다. 2014년 총선거 결과, 스웨덴 기독민주당에 이어 제9당이다. 현재 예테보리시 의회에서 적녹동맹과 연정을 맺고있다.

## 같이 보기
- 여성주의당 (핀란드)